# Astrantia carniolica
Astrantia carniolica là một loài thực vật có hoa trong họ Hoa tán. Loài này được Wulfen mô tả khoa học đầu tiên năm 1778.